# Амамбай
Амамбай (исп. Amambay) — один из департаментов Парагвая, включает территорию площадью 12 933 км². Население составляет 114 917 чел. (2002), административный центр — город Педро-Хуан-Кабальеро.

## География и климат
Граничит с департаментами Консепсьон (на западе), Сан-Педро (на юго-западе) и Канендию (на юге), а также с Бразилией (на севере и востоке).
Территория провинции расположена на высоте 300—400 м над уровнем моря, достигая 700 м (холм Пунта-Пора). На севере граница с Бразилией проходит по реке Апа, среди других рек можно отметить Акидабан, имеющую ряд небольших притоков.
Среднегодовая температура составляет 21 °C, достигая 35 °C летом и опускаясь до −1 °C зимой. Самые дождливые месяцы — с января по март.
На территории департамента расположен национальный парк Серро-Кора, площадью 12 га, созданный в 1976 г.

## Административное деление

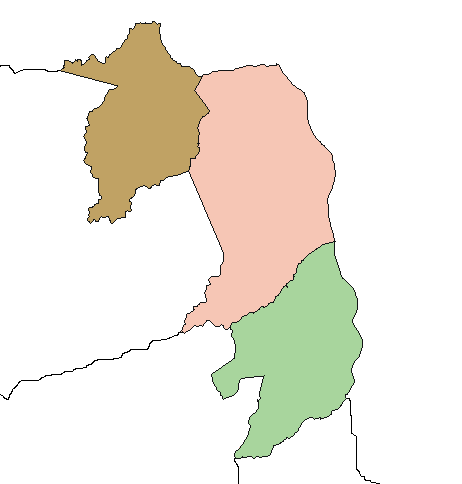
Округа департамента Амамбай.

| № | Округа                                      | Площадь, км² | Население, чел. (2002) |
| - | ------------------------------------------- | ------------ | ---------------------- |
| 1 | Белла-Виста (Bella Vista)                   | 3 901        | 9 611                  |
| 2 | Капитан-Бадо (Capitán Bado)                 | 3 294        | 17 117                 |
| 3 | Педро-Хуан-Кабальеро (Pedro Juan Caballero) | 3 047        | 75 109                 |
| 4 | Санха-Пьита (Zanja Pytá)                    | 2 691        | 13 080                 |

## Экономика
Важным фактором в экономике региона является торговля, главным образом из-за пограничного положения с Бразилией. Развито разведение крупного рогатого скота, основные сельскохозяйственные культуры включают хлопок, рис, бананы, сахарный тростник, лимоны, кукуруза, овощи и др. Регион является одним из основных в Парагвае районов производства кофе.
Имеются предприятия по производству керамики и предприятия пищевой и молочной промышленности.